# Stazione di Doladizza
La stazione di Doladizza (in tedesco Bahnhof Kalditsch) è stata una stazione ferroviaria posta lungo la ex linea ferroviaria a scartamento ridotto Ora-Predazzo chiusa il 10 gennaio 1963, a servizio dell'ex comune di Doladizza.

## Strutture e impianti
La stazione era composta da un fabbricato viaggiatori e tre binari. A novembre 2015 rimane solo il fabbricato lasciato in completo stato di abbandono mentre i tre binari sono stati smantellati. Si possono notare ancora i pali dell'elettrificazione.